# Cecil Payne
Cecil McKenzie Payne (Brooklyn (New York), 14 december 1922 – Stratford (New Jersey), 27 november 2007) was een Amerikaanse jazzmuzikant (saxofoon, fluit).

## Biografie
Cecil Payne studeerde altsaxofoon en klarinet bij Pete Brown en begon in 1946 te spelen in het New Yorkse bopcircuit in de bands van J.J. Johnson en Roy Eldridge. Hij stond daarbij sterk onder de invloed van de muziek van Charlie Parker. Er volgde het werk in de Cuban Big Band van Dizzy Gillespie van 1946 tot 1949 en de band van Illinois Jacquet van 1952 tot 1954. Over meerdere jaren speelde Payne alleen in zijn vrije tijd, maar speelde echter in 1955 in het nonet van Gigi Gryce (Nica's Tempo) en bezocht in de zomer van 1956 als gast de band van Rolf Ericson in Zweden. Vanaf 1956 speelde hij met Randy Weston.
Van 1963 tot 1966 werkte hij met Machito, daarna tot 1968 bij Woody Herman en van 1969 tot 1971 bij Count Basie. Tijdens deze periode leidde hij een NDR jazzworkshop. Midden jaren 1070 speelde hij in duet met zijn zus, de zangeres Cavril Payne. In 1985 trad hij op tijdens de Berliner Jazztage. Met J.J. Johnson is hij ook te horen als altsaxofonist. Op de baritonsaxofoon nam hij platen op met Cannonball Adderley, Kenny Burrell, Jimmy Cleveland, Tadd Dameron, Kenny Dorham, Matthew Gee, Anita O'Day, Bud Powell en Dinah Washington.
Naast zijn hoofdinstrumenten speelde hij ook gitaar, klarinet en altsaxofoon. 

## Overlijden
Cecil Payne overleed in november 2007 op bijna 85-jarige leeftijd.

## Discografie

### Als Leader
- 1957: Cecil Payne with Kenny Dorham (Signal Records)
- 1957: A Night at the Five Spot (Signal Records)
- 1956: Patterns Of Jazz (Savoy Records) met Kenny Dorham, Duke Jordan, Tommy Potter, Art Taylor
- 1973: Brooklyn Brothers (Muse Records) met Duke Jordan, Sam Jones, Al Foster
- 2000: Payne’s Window (Delmark Records)

### Als Sideman
- 1947-1949: Jay Jay Johnson: Jazz Quintets (Savoy Records)
- 1949: Tadd Dameron: Cool Boppin’ (Fresh Sound Records)
- 1948: Dizzy Gillespie: Pleyel 48 (Vogue Records)
- 1955: Duke Jordan: Duke Jordan Trio & Quintet (Savoy Records)
- 1955: Ernie Wilkins: Septet (Savoy Records)
- 1956: Randy Weston: Jazz A La Bohemia (OJC)
- 1957: Kenny Burrell: Blue Moods (OJC)
- 1957: John Coltrane: Dakar (OJC/Prestige Records)
- 1957: Kenny Dorham: Blue Spring (OJC)
- 1961: Bud Powell: A Tribute To Cannonball Adderley (Columbia Records)